# Spherillo caligans
Spherillo caligans är en kräftdjursart som beskrevs av Gustav Budde-Lund 1904. Spherillo caligans ingår i släktet Spherillo och familjen Armadillidae. Inga underarter finns listade i Catalogue of Life.